# Shadows Chasing Ghosts
Shadows Chasing Ghosts war eine 2007 gegründete Post-Hardcore-/Metalcore-Band aus dem britischen Essex.

## Geschichte
Die Gruppe Shadows Chasing Ghosts wurde 2007 von Trey Tremain (Gesang), Matt Jones (Gitarre), Damian Cummins (Gitarre, wurde 2011 durch Jack Mackrill ersetzt), Danny Green (Bass) und Danny Coy (Schlagzeug) in der britischen Stadt Essex gegründet. Der Bandname „Shadows Chasing Ghosts“ kam nach wochenlangem Überlegen zustande. Die Bandmitglieder unterhielten sich über Horrorfilme mit „dämlichen Namen“ und machten Witze mit anderen Namen. Irgendwann puzzelte jemand diese drei Wörter zusammen, sodass der aktuelle Name der Gruppe entstand. Das Debütalbum „The Golden Ratio“ erschien im August 2010 beim britischen Label Small Town Records. Die Gruppe tourte bereits durch mehrere europäische Staaten, darunter in Deutschland mit der Gruppe While She Sleeps. Auch trat die Band bei mehreren Festivals auf, darunter auf dem Moshpit Open Air in Schweden, wo auch Enter Shikari, Yashin, Young Guns, Deaf Havanna und Campus auftraten. Die Gruppe war Headliner auf dem Butserfest (u. a. My Passion, Bury Tomorrow, Deaf Havana, We Are the Ocean und Fei Comodo). Im Mai 2011 spielte Shadows Chasing Ghosts sechs Konzerte mit Fei Comodo in England. Im August 2011 spielten Shadows Chasing Ghosts auf dem belgischen Ieper Hardcore Fest, wo die Gruppe gemeinsam mit Xibalba, Drop Dead und Reiziger auf der „Marquee Stage“ auftraten.
Im Februar und März 2012 spielten Shadows Chasing Ghosts eine Großbritannien-Tour mit Eyes Set to Kill. Am 2. Juli 2012 erschien das zweite Album der Gruppe unter dem Namen „Lessons“ via Small Town Records. Im November waren Shadows Chasing Ghosts gemeinsam mit We Butter the Bread with Butter als Vorgruppe bei der „We Created a Monster Tour“ der schottischen Band Yashin, welche durch die Republik Irland, Schottland und England führte.
Im März 2013 sollte die Gruppe erstmals als Headliner durch Europa touren. Als Support waren Urma Sellinger, Turn the Tables (außer UK) und Hildamay (nur UK) zu sehen. Die Shows in Europa wurden allerdings abgesagt, sodass lediglich Konzerte auf der „Insel“ stattfanden. Für September war ursprünglich eine Australien-Konzertreise als Support für Haste the Day geplant. Allerdings gab die Gruppe am 9. Mai 2013 bekannt, sich vorher aufzulösen.

## Musikstil
Musikalisch wird die Gruppe von Musikern wie Anthony Green (Circa Survive) oder Brien Worsham (Secret Lives of the Freemasons) beeinflusst. Verglichen wird die Musik der Gruppe mit You Me at Six und Architects.

## Diskografie
- 2008: Never get a Wolf's Attentionieper by Pulling it's Tail (EP, kein Label)
- 2010: The Golden Ratio (Small Town Records)
- 2012: Lessons (Small Town Records)